# In de uren van de middag
In de uren van de middag is het tweede studioalbum van Rob de Nijs. Het verscheen eind 1973 en bevat onder andere de hits Malle Babbe en Dag zuster Ursula.

## Geschiedenis
De Nijs leerde Lennaert Nijgh kennen in 1970 tijdens de productie van de musical Salvation, die Nijgh in het Nederlands vertaalde. Ze besloten samen een album te gaan maken. Na het succes van de single Jan Klaassen de trompetter mocht De Nijs een heel album opnemen. De plaat met teksten van Nijgh betekende een comeback voor De Nijs. Boudewijn de Groot produceerde het album en schreef de muziek voor het merendeel van de nummers. De overige nummers werden gecomponeerd door Astrid Nijgh, de ex-vrouw van Nijgh. Malle Babbe, Jan Klaassen de trompetter en Dag zuster Ursula werden Top 40 hits. 
Op het album is ook het nummer De avond te vinden. Boudewijn de Groot nam Avond zelf op in 1996 en bereikte in 2005 met dit nummer de eerste plaats van de Top 2000. De versie van De Nijs heeft echter een afwijkend arrangement en enkele tekstaanpassingen. Boudewijn de Groot zou meer nummers van de plaat in zijn eigen repertoire opnemen. Zo speelde hij Als je niet meer verder kunt en Leonardo op de cd Andere tour. Het nummer Dag zuster Ursula speelde De Groot op het Gala van het Nederlandse lied ter ere van De Nijs. Malle Babbe groeide zelfs uit tot vaste waarde in het liverepertoire van De Groot en is op diverse van zijn livealbums te vinden.

## Tracklijst
Alle teksten zijn geschreven door Lennaert Nijgh, alle muziek is geschreven door Boudewijn de Groot tenzij anders vermeld.
| Nr. | Titel                                       | Duur |
| --- | ------------------------------------------- | ---- |
| 1.  | Jan Klaassen de trompetter                  | 3:16 |
| 2.  | Tegen beter weten in (muziek: Astrid Nijgh) | 3:28 |
| 3.  | Als je niet meer verder kunt                | 2:41 |
| 4.  | De avond                                    | 4:26 |
| 5.  | Malle Babbe                                 | 4:18 |

| Nr. | Titel                                                          | Duur |
| --- | -------------------------------------------------------------- | ---- |
| 1.  | Dag zuster Ursula                                              | 2:32 |
| 2.  | Maria (muziek: A. Nijgh)                                       | 3:36 |
| 3.  | Leonardo                                                       | 3:25 |
| 4.  | September komt (No one is too young to die) (muziek: A. Nijgh) | 3:12 |
| 5.  | Meisje in Engeland (muziek: A. Nijgh)                          | 4:41 |